# Llista de municipis de Santa Cruz de Tenerife

Mapa municipal

| Municipi                   | Població (2001) |
| Illa de Tenerife           |                 |
| Adeje                      | 21.862          |
| Arafo                      | 5.012           |
| Arico                      | 6.234           |
| Arona                      | 43.259          |
| Buenavista del Norte       | 5.322           |
| Candelaria                 | 13.595          |
| Fasnia                     | 2.606           |
| Garachico                  | 5.853           |
| Granadilla de Abona        | 21.078          |
| La Guancha                 | 5.257           |
| Guía de Isora              | 15.418          |
| Güímar                     | 15.101          |
| Icod de los Vinos          | 22.031          |
| La Matanza de Acentejo     | 7.224           |
| La Orotava                 | 38.670          |
| Puerto de la Cruz          | 29.854          |
| Los Realejos               | 35.031          |
| El Rosario                 | 13.264          |
| San Cristóbal de La Laguna | 133.340         |
| San Juan de la Rambla      | 4.702           |
| San Miguel de Abona        | 8.355           |
| Santa Cruz de Tenerife     | 214.153         |
| Santa Úrsula               | 10.907          |
| Santiago del Teide         | 9.445           |
| El Sauzal                  | 7.561           |
| Los Silos                  | 5.332           |
| Tacoronte                  | 21.122          |
| El Tanque                  | 3.049           |
| Tegueste                   | 9.664           |
| La Victoria de Acentejo    | 8.068           |
| Vilaflor                   | 1.707           |
| Illa de La Palma           |                 |
| Barlovento                 | 2.401           |
| Breña Alta                 | 6.091           |
| Breña Baja                 | 4.119           |
| Fuencaliente               | 1.794           |
| Garafía                    | 2.012           |
| Los Llanos de Aridane      | 19.536          |
| El Paso                    | 7.358           |
| Puntagorda                 | 1.802           |
| Puntallana                 | 2.258           |
| San Andrés y Sauces        | 5.263           |
| Santa Cruz de La Palma     | 18.206          |
| Tazacorte                  | 6.117           |
| Tijarafe                   | 2.741           |
| Villa de Mazo              | 4.621           |
| Illa de La Gomera          |                 |
| Agulo                      | 1.159           |
| Alajeró                    | 1.406           |
| Hermigua                   | 2.120           |
| San Sebastián de la Gomera | 7.437           |
| Valle Gran Rey             | 4.093           |
| Vallehermoso               | 2.775           |
| Illa d'El Hierro           |                 |
| La Frontera                | 5.091           |
| Valverde                   | 4.332           |